# 上唇静脈
上唇静脈（じょうしんじょうみゃく）は頭頸部の静脈の一つ。上唇の血液を受け取る血管で、顔面静脈に合流する。

## 追加画像

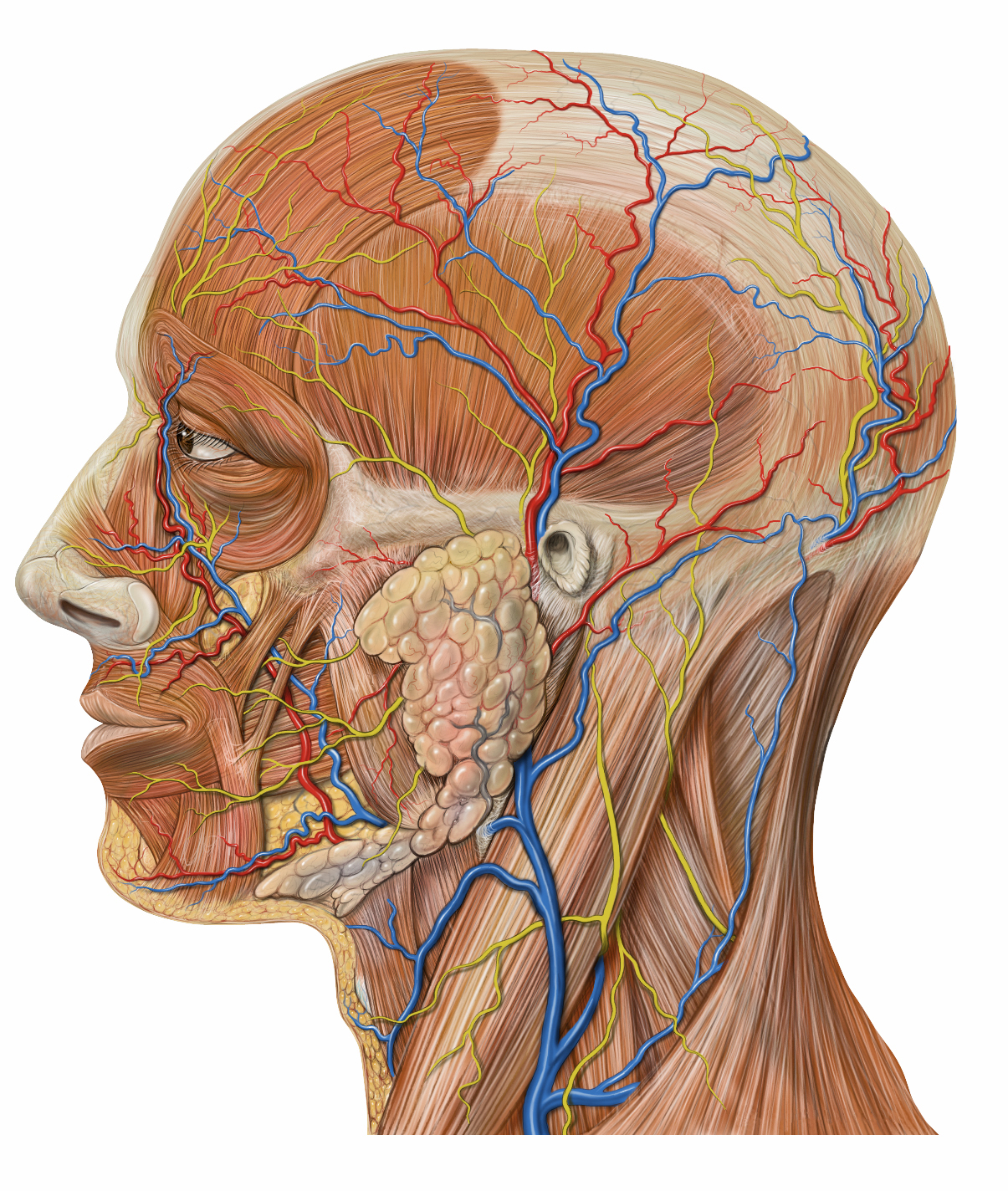
Lateral head anatomy detail
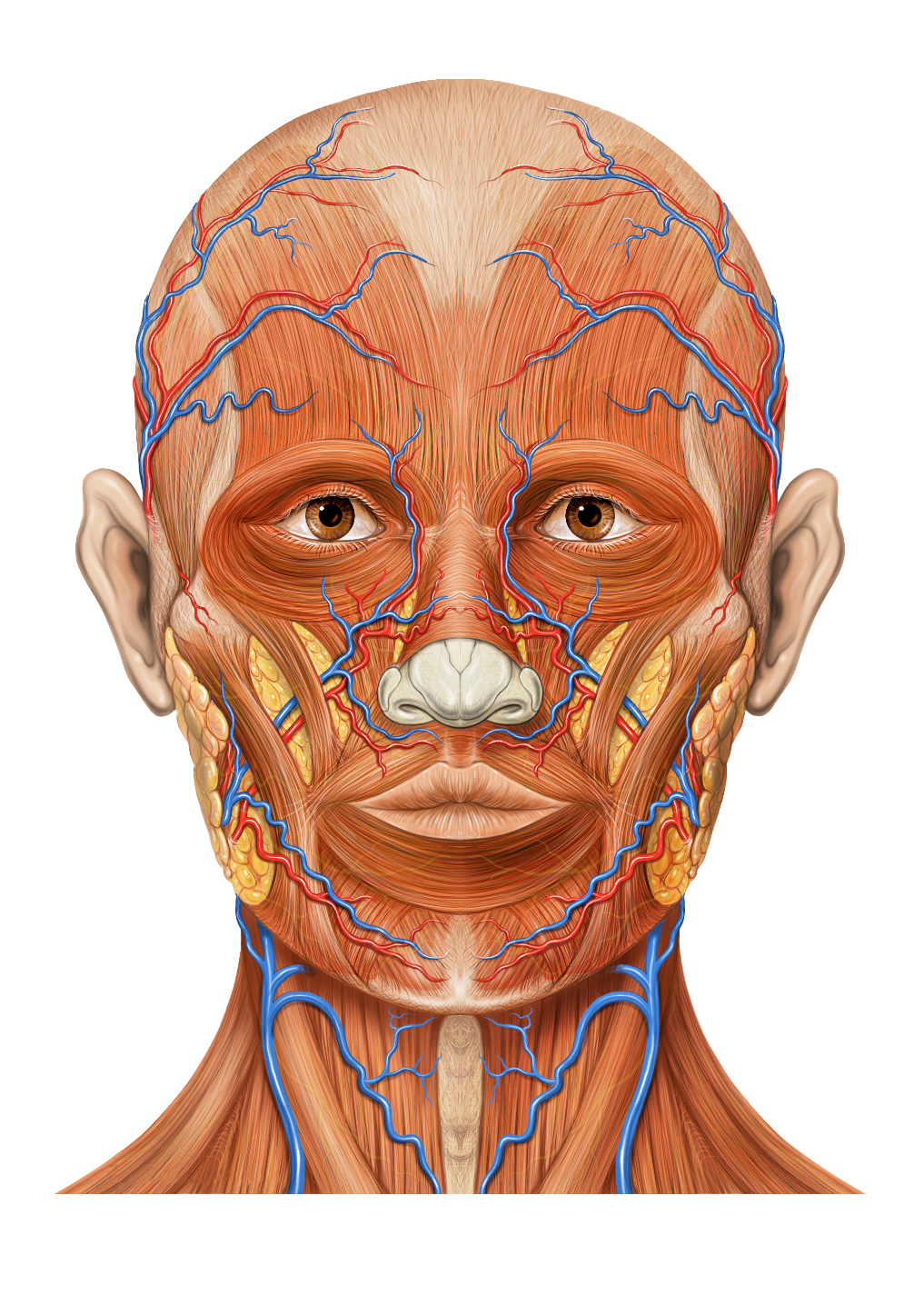
Head anatomy anterior view